# Zmarli w kwietniu 2012

## Kwiecień 2012
- 30 kwietnia
  - Radovan Kuchař – czeski taternik i alpinista[1]
  - Bencijjon Netanjahu – izraelski historyk, działacz syjonistyczny[2]
  - Alexander Dale Oen – norweski pływak, mistrz świata, medalista olimpijski[3]
  - Piotr Ratajczak – polski duchowny katolicki[4]
  - Franciszek Wiśniewski – polski działacz sportowy i piłkarz, kierownik drużyny Olimpii Elbląg[5]
- 29 kwietnia
  - Roman Andrzejewski – polski polityk i ekonomista, poseł na Sejm I kadencji[6]
  - Wiesław Chrzanowski – polski profesor nauk prawnych i polityk, założyciel oraz pierwszy prezes ZChN, a także marszałek Sejmu I kadencji[7]
  - Szukri Ghanim – libijski polityk, premier Libii w latach 2003-2006[8]
  - Joel Goldsmith – amerykański kompozytor[9]
  - Joram Lindenstrauss – izraelski matematyk zajmujący się głównie teorią przestrzeni Banacha; professor emeritus nauk matematycznych na Uniwersytecie Hebrajskim[10]
  - Agnieszka Mironowicz – polska profesor chemii, pedagog Uniwersytetu Przyrodniczego we Wrocławiu[11]
  - Amarillo Slim – amerykański profesjonalny pokerzysta[12]
  - Leonard Śliwa – polski popularyzator muzyki koźlarskiej, instrumentalista, regionalista[13]
- 28 kwietnia
  - Fred Allen – nowozelandzki rugbysta, kapitan i trener reprezentacji Nowej Zelandii[14]
  - Matilde Camus – hiszpańska poetka[15]
  - Stein Johnson – norweski lekkoatleta, trener sportowy[16]
  - Patricia Medina – angielska aktorka[17]
  - Maciej Mizerski – polski trener boksu, szef wyszkolenia Kanadyjskiej Federacji Boksu Amatorskiego[18]
  - Aberdeen Shikoyi – kenijska rugbystka, kapitan reprezentacji[19]
- 27 kwietnia
  - Andrzej Jakubiec – polski lekkoatleta, reprezentant Polski i mistrz kraju w biegach średniodystansowych[20]
  - František Procházka – czeski hokeista, reprezentant Czechosłowacji[21]
  - Bill Skowron – amerykański baseballista[22]
  - David Weiss – szwajcarski artysta multimedialny, członek duetu Peter Fischli & David Weiss[23]
  - Piotr Zajęcki – polski malarz, grafik, profesor ASP w Gdańsku[24]
- 26 kwietnia
  - Jimmy Bond – amerykański muzyk[25]
  - Pete Fornatale – amerykański dziennikarz radiowy, disc jockey[26]
  - Terence Spinks – brytyjski bokser kategorii piórkowej, złoty medalista letnich igrzysk olimpijskich w Melbourne[27]
  - Ewa Wilcz-Grzędzińska – polska dziennikarka i redaktor[28]
  - Zbigniew Żebrowski – polski zootechnik[29]
- 25 kwietnia
  - Harry Hicks – brytyjski lekkoatleta, długodystansowiec[30]
  - Marek Krawczyk – polski wydawca, działacz opozycji w okresie PRL[31]
  - Moscelyne Larkin – amerykańska tancerka[32]
  - Jan Bernard Szlaga – polski biskup rzymskokatolicki, profesor nauk teologicznych[33]
- 24 kwietnia
  - Ted McGlynn – australijski lekkoatleta, sprinter[34]
  - Miguel Portas – portugalski polityk[35]
  - Jerzy Reuter – polski pisarz prozaik, autor słuchowisk radiowych, dramaturg[36]
  - Amos Vogel – amerykański krytyk filmowy[37]
- 23 kwietnia
  - Chris Ethridge – amerykański muzyk country rock, basista zespołu The Flying Burrito Brothers[38]
  - Hugo Fiorato – amerykański dyrygent[39]
  - Jerzy Hołubiec – polski profesor nauk technicznych o specjalności organizacja i zarządzanie, informatyka oraz energetyka[40]
  - Claus-Peter Horle – niemiecki działacz sportowy, organizator Turnieju Czterech Skoczni[41]
  - LeRoy T. Walker – amerykański działacz sportowy, były prezes Amerykańskiego Komitetu Olimpijskiego (USOG) oraz członek Galerii Sław Lekkiej Atletyki[42]
- 22 kwietnia
  - Bill Granger – amerykański dziennikarz i pisarz[43]
  - Bohdan Kołodziejczak – polski działacz partyjny i państwowy, wicewojewoda toruński (1975–1976)[44]
  - Jan Suzin – polski prezenter telewizyjny, lektor[45]
  - Helena Włottkowska – polska aktorka-lalkarka[46]
- 21 kwietnia
  - Doris Betts – amerykańska pisarka[47]
  - Charles Colson – amerykański ewangelista[48]
  - Ramón Búa Otero – hiszpański duchowny, biskup rzymskokatolicki[49]
  - Oskar Pawlas – polski artysta malarz[50]
  - Arystarch (Stankiewicz) – białoruski duchowny prawosławny, arcybiskup homelski i żłobiński[51]
- 20 kwietnia
  - Peter Carsten – niemiecki aktor[52]
  - George Cowan – amerykański naukowiec, współtwórca pierwszej bomby atomowej, biznesmen i filantrop[53]
  - Fredrik Karlsson – szwedzki biegacz narciarski[54]
  - Jan Kolenda – polski działacz partyjny i państwowy, naczelnik Kalisza (1973–1975), wicewojewoda (1975–1985) i wojewoda kaliski (1982)[55]
  - Joe Muranyi – amerykański klarnecista jazzowy, muzyk zespołu Louisa Armstronga[56]
  - Edward Skotnicki – polski duchowny katolicki[57]
  - Bert Weedon – brytyjski gitarzysta i kompozytor[58]
- 19 kwietnia
  - Greg Ham – australijski muzyk[59]
  - Levon Helm – amerykański muzyk rockowy, multiinstrumentalista i wokalista, perkusista The Band[60]
  - Andrzej Kurzawski – polski malarz, profesor poznańskiej ASP[61]
  - Holger Schmezer – niemiecki trener jeździectwa[62]
  - Meenakshi Thapar – indyjska aktorka[63]
  - Walery Wasiliew – radziecki hokeista, dwukrotny złoty medalista olimpijski i ośmiokrotny mistrz świata[64]
- 18 kwietnia
  - Nonna Bakun-Czubarow – polska geolog o specjalności geochemia i mineralogia[65]
  - Dick Clark – amerykański prezenter telewizyjny[66]
  - Cora Hansen – kanadyjska superstulatka urodzona w Stanach Zjednoczonych[67]
  - Stanisław Stuligłowa – polski trener łucznictwa[68]
  - Naum Szopow – bułgarski aktor[69]
  - Aleksander Szulc – polski profesor Uniwersytetu Jagiellońskiego, germanista (także skandynawista) uhonorowany tytułem doktora honoris causa Uniwersytetu w Uppsali[70]
- 17 kwietnia
  - Dagmar Hochová – czeska fotografka[71]
  - Irving Millman – amerykański naukowiec, mikrobiolog[72]
  - Dimitris Mitropanos – grecki piosenkarz[73]
  - Nityananda Mohapatra – indyjski polityk, poeta i dziennikarz[74]
  - Robert Miles Parker – amerykański artysta plastyk, rysownik[75]
- 16 kwietnia
  - Sari Barabas – węgierska śpiewaczka operowa[76]
  - Marian Biskup – polski historyk[77]
  - Ernest Callenbach – amerykański ekolog i pisarz[78]
  - Teddy Charles – amerykański muzyk jazzowy i kompozytor, wibrafonista, pianista i perkusista[79]
  - George Kunda – zambijski polityk[80]
  - Carlo Petrini – włoski piłkarz[81]
  - Ewald Sasimowski – polski zootechnik, rektor Akademii Rolniczej w Lublinie[82]
  - Randy Starkman – kanadyjski dziennikarz sportowy[83]
  - Janusz Welento – polski lekarz weterynarii, rektor Akademii Rolniczej w Lublinie[84]
- 15 kwietnia
  - Lee Jin-hee – koreański badacz historii i pisarz[85]
  - Jenny Olsson – szwedzka biegaczka narciarska. Uczestniczka igrzysk olimpijskich w Salt Lake City[86]
  - Aleksandr Porokhovshchikov – rosyjski aktor[87]
  - Krzysztof Puszyński – polski muzyk, akordeonista grupy Golec uOrkiestra[88]
  - Barbara Radziewicz – polska lewicowa działaczka społeczna, szefowa Ogólnopolskiego Związku Bezrobotnych[89]
  - Murray Rose – australijski pływak, wielokrotny medalista olimpijski[90]
  - Samir Said – kuwejcki piłkarz[91]
  - Dwayne Schintzius – amerykański koszykarz[92]
- 14 kwietnia
  - Florin Constantiniu – rumuński historyk[93]
  - William Finley – amerykański aktor[94]
  - Jonathan Frid – kanadyjski aktor[95]
  - Veronica Gomez – wenezuelska siatkarka[96]
  - Piermario Morosini – włoski piłkarz występujący najczęściej na pozycji defensywnego pomocnika[97]
  - Peter Mullins – australijski lekkoatleta, wieloboista[98]
  - Martin Poll – amerykański producent filmowy[99]
  - Paulo Cezar Saraceni – brazylijski aktor i filmowiec[100]
  - Henriks Strods – doktor historii, profesor[101]
  - Roman Svamberg – czeski piłkarz[102]
  - Cathie Wright – amerykańska senator z Kalifornii, polityk Partii Republikańskiej[103]
- 13 kwietnia
  - Irving K. Barber – kanadyjski leśniczy i filantrop[104]
  - Inge Bråten – norweski trener narciarstwa biegowego[105]
  - Ryōhei Komiyama – japoński biznesmen i wydawca[106]
  - Margarita Lilova – bułgarska śpiewaczka operowa[107]
  - Mimi Malenšek – słoweńska pisarka młodzieżowa i tłumaczka[108]
  - Lewis Nordan – amerykański pisarz[109]
- 12 kwietnia
  - Władimir Astapowski – rosyjski piłkarz, bramkarz, reprezentant Związku Radzieckiego, trener piłkarski[110]
  - Kellon Baptiste – grenadyjski piłkarz[111]
  - Józef Drożdż – polski harcmistrz, żołnierz konspiracji, były więzień Auschwitz[112]
  - Mirko Fersini – włoski piłkarz[113]
  - Lidia Holik-Gubernat – polska aktorka teatralna[114]
  - Steinbjørn B. Jacobsen – poeta i pisarz Wysp Owczych[115]
  - Masakre – meksykański zapaśnik[116]
  - Bruce Morrison – australijski piłkarz[117]
  - Manfred Orzessek – niemiecki piłkarz[118]
  - Amy Tryon – amerykański olimpijczyk[119]
  - Jerzy Woźniak – polski żołnierz i lekarz, więzień polityczny PRL, zastępca kierownika, a w latach 2001–2002 kierownik Urzędu do Spraw Kombatantów i Osób Represjonowanych[120]
- 11 kwietnia
  - Ahmad Ben Bella – algierski polityk, prezydent Algierii w latach 1963–1965, przez wielu uważany za ojca państwa[121]
  - Misbach Yusa Biran – indonezyjski reżyser[122]
  - Gustaf Jansson – szwedzki lekkoatleta, długodystansowiec, medalista olimpijski[123][124]
  - Hal McKusick – amerykański saksofonista, klarnecista i flecista[125]
  - Agustín Alejo Román Rodríguez – amerykański duchowny katolicki, prałat rzymski, biskup pomocniczy Miami[126]
  - Grant Tilly – nowozelandzki aktor[127]
- 10 kwietnia
  - Raymond Aubrac – francuski pilot wojskowy, jedna z największych postaci francuskiego ruchu oporu[128]
  - Leonardo Mario Bernacchi – boliwijski duchowny, prałat rzymski[129]
  - Bogdan Broda – polski zapaśnik, działacz sportowy, przedsiębiorca[130]
  - Virginia Spencer Carr – amerykańska biografka i krytyk literacki[131]
  - Kurt Crain – amerykański futbolista[132]
  - Jerzy Liśniewicz – polski architekt[133]
  - Luis Aponte Martínez – portorykański duchowny katolicki, arcybiskup San Juan, kardynał[134]
  - Tichaona Mudzingwa – zimbabweński polityk[135]
  - Andy Replogle – amerykański baseballista[136]
  - N. Varadarajan – indyjski polityk[137]
- 9 kwietnia
  - Carol Adams – amerykańska aktorka[138]
  - Takeshi Aono – japoński aktor głosowy[139]
  - José Guardiola – hiszpański piosenkarz[140]
  - Ismail Haron – singapurski piosenkarz[141]
  - Gerald Kron – amerykański astronom, jeden z pionierów fotometrii fotoelektrycznej[142]
  - Mark Lenzi – amerykański skoczek do wody. Dwukrotny medalista olimpijski[143]
  - Wiebo Ludwig – kanadyjski ekolog, terrorysta[144]
  - Boris Parygin – rosyjski filozof i socjolog[145]
  - Don Reed – amerykański trener[146]
  - Edmund Szewczyk – polski więzień Auschwitz, honorowy członek Chrześcijańskiego Stowarzyszenia Rodzin Oświęcimskich[147]
- 8 kwietnia
  - Gordon Bagier – brytyjski polityk, deputowany Izby Gmin (1964-1987)[148]
  - Bram Bart – holenderski aktor dubbingowy[149]
  - Francois Brigneau – dziennikarz,pisarz,redaktor i działacz skrajnej prawicy francuskiej, współzałożyciel Frontu Narodowego[150]
  - Anatolij Rawikowicz – rosyjski aktor filmowy[151]
  - Jane Taylor – amerykański fagocista[152]
  - Ladislav Toth – słowacki kick-boxer[153]
  - Jack Tramiel – amerykański przedsiębiorca polskiego pochodzenia, twórca komputera Commodore[154]
  - Al Veigel – amerykański piłkarz[155]
  - Janusz Zawodny – polski historyk[156]
- 7 kwietnia
  - Ignacy Mojżesz I Daoud – katolicki duchowny obrządku syryjskiego, patriarcha Antiochii, prefekt watykańskiej Kongregacji Kościołów Wschodnich, kardynał[157]
  - John Egan – irlandzki zawodnik futbolu gaelickiego[158]
  - Steve Fredericks – dziennikarz radia sportowego[159]
  - Steven Kanumba – tanzański aktor i reżyser[160]
  - Alexander Leslie-Melville, 14. hrabia Leven – szkocki arystokrata i żołnierz[161]
  - Bashir Ahmed Qureshi – pakistański polityk[162]
  - Miss Read – angielska pisarka[163]
  - Tom Runnels – amerykański piłkarz[164]
  - Serafin (Werzun) – ukraiński duchowny prawosławny, emerytowany biskup niekanonicznego Patriarchatu Kijowskiego[165]
  - Mike Wallace – amerykański dziennikarz[166]
  - Jamshid Zokirov – uzbecki aktor[167]
- 6 kwietnia
  - Larry Canning – angielski piłkarz[168]
  - Krzysztof Gawryszczak – polski działacz społeczny, obrońca praw ojca[169]
  - Thomas Kinkade – amerykański artysta malarz[170]
  - Fang Lizhi – chiński naukowiec i dysydent, astrofizyk[171]
  - Louttre.B – francuski malarz i grafik[172]
  - Janet Roberts – szkocka superstulatka[173]
  - Michael Sands – amerykański publicysta show-biznesu i rzekomy agent CIA[174]
  - Gary Tinsley – futbolista amerykański[175]
  - Dick Wearmouth – australijski piłkarz[176]
- 5 kwietnia
  - Joe Avezzano – futbolista amerykański i trener[177]
  - David Axon – brytyjski astrofizyk[178]
  - Angelo Castro Jr. – filipiński dziennikarz[179]
  - Cynthia Dall – amerykańska artystka, fotografka i muzyk stylu lo-fi[180]
  - Tadeusz Zwilnian Grabowski – polski pisarz, poeta, prozaik, eseista, krytyk, popularyzator literatury, pedagog[181]
  - James S. Herr – amerykański biznesmen[182]
  - Jimmy Lawlor – irlandzki piłkarz[183]
  - Jim Marshall – brytyjski biznesmen i konstruktor, jeden z pionierów w dziedzinie konstrukcji wzmacniaczy gitarowych, założyciel firmy Marshall Amplification[184]
  - Bingu wa Mutharika – malawijski polityk, prezydent Malawi w latach 2004-2012[185]
  - Gil Noble – amerykański reporter telewizyjny[186]
  - Ferdinand Alexander Porsche – niemiecki inżynier, projektant, konstruktor samochodu Porsche 911[187]
  - Christer Zetterberg – szwedzki biznesmen[188]
- 4 kwietnia
  - Muhammad Afrizal – indonezyjski bokser[189]
  - A. Dean Byrd – amerykański psycholog[190]
  - Gábor Bereczki – węgierski uczony i tłumacz[191]
  - Peter M. Douglas – amerykański dyrektor wykonawczy Komisji California Coastal[192]
  - Anne Karin Elstad – norweska pisarka[193]
  - Juan Carlos Figarella – wenezuelski ustawodawca[194]
  - Claude Miller – francuski reżyser, producent i scenarzysta[195]
  - Said Mohamed Nuir – somalijski działacz sportowy, szef Somalijskiej Federacji Piłkarskiej[196]
  - Dubravko Pavličić – chorwacki piłkarz[197]
  - Maria Sieniawska – polska profesor, pediatra[198]
- 3 kwietnia
  - Arduino Bertoldo – włoski duchowny katolicki, biskup Foligno[199]
  - Claudia Boerner – niemiecka modelka[200]
  - Michael Bzdel – duchowny greckokatolicki. Od 16 grudnia arcybiskup Winnipeg, konsekrowany na biskupa 9 marca 1993[201]
  - Richard Descoings – francuski naukowiec, szef francuskiego Instytutu Nauk Politycznych[202]
  - Eduardo Luis Duhalde – argentyński obrońca praw człowieka, historyk i sędzia[203]
  - Jaana Järvinen – fińska aktorka[204]
  - Xenia Stad-de Jong – holenderska lekkoatletka[205][206]
  - Efraím Basílio Krevey – brazylijski hierarcha Kościoła katolickiego obrządku bizantyjsko-ukraińskiego, biskup São João Batista em Curitiba[207]
  - Mingote – hiszpański rysownik, pisarz i dziennikarz[208]
  - Govind Narain – indyjski urzędnik państwowy[209]
  - Jerzy Pachlowski – polski prozaik[210]
  - Aírton Ferreira da Silva – brazylijski piłkarz[211]
  - Kurt Stenzel – niemiecki dziennikarz[212]
  - José María Zárraga – hiszpański piłkarz[213]
- 2 kwietnia
  - Jesús Aguilarte – wenezuelski polityk[214]
  - Elizabeth Catlett – amerykańska artystka urodzona w Meksyku[215]
  - Francis James Delaney – amerykański lekkoatleta, kulomiot, medalista olimpijski[216]
  - Ben Huan – chiński mistrz buddyjski[217]
  - Jimmy Little – aborygeński muzyk, kompozytor, gitarzysta i wokalista[218]
  - Fatma Neslişah – egipska księżniczka[219]
  - Christos Parlas – grecki aktor[220]
- 1 kwietnia
  - Ekrem Bora – turecki aktor[221]
  - Sauro Bufalini – włoski piłkarz[222]
  - Giorgio Chinaglia – włoski piłkarz[223]
  - Leila Denmark – amerykańska lekarka, znana również z długowieczności[224]
  - Jamaa Fanaka – amerykański filmowiec[225]
  - Antonio Ghirelli – włoski dziennikarz i pisarz[226]
  - Miguel de la Madrid – meksykański polityk, prezydent Meksyku w latach 1982–1988[227]
  - Herbert Mogg – austriacki kompozytor i dyrygent[228]
  - N.K.P. Salve – indyjski polityk, minister[229]
  - Ney Peixoto do Valle – brazylijski dziennikarz[230]
  - Stan Yapp – angielski polityk[231]
- nieznana data
  - Samia Yusuf Omar – somalijska lekkoatletka[232]